# Trasologija
Trasologija je onaj deo kriminalističke tehnike koji se bavi učenjem o tragovima, odnosno pronalaženjem, fiksiranjem i tumačenjem tragova koji su u vezi sa krivičnim delom. Kada se na mestu izvršenja pronađe neki trag, on predstavlja dokaz, odnosno činjenicu, osnov ili razlog koji govori o istinitosti ili neistinitosti neke sporne činjenice u krivičnom postupku. Tragovi mogu da ukažu na postojanje krivičnog dela, sredstva i načina izvršenja, omogućavaju utvrđivanje mesta, vremena i motiva izvršenja krivičnog dela, a služe i kao osnova za davanje odgovora na ostala zlatna pitanja kriminalistike. 
S obzirom da trag predstavlja dokaz, neophodno je znati da sa stanovišta kriminalističke prakse dokaze delimo na neposredne i posredne, kao i na lične (izjave lica) i materijalne (tragovi i predmeti koji su u relevantnoj vezi sa k.d. i učiniocem). Trag kao materijalni dokaz predstavlja određenu promenu koja je nastala delatnošću čoveka, životinje ili nekog predmeta i koja je u vezi sa krivičnim delom.

#### Podela tragova:
- Tragovi ljudskog porekla
- Tragovi životinjskog porekla
- Tragovi biljnog porekla
- Tragovi predmeta
- Tragovi dejstva sile

## Tragovi ljudskog porekla

### Mikrotragovi
Predstavljaju mikroskopski sitne promene koje su nevidljive, ili golim okom jedva vidljive. Njihov značaj ogleda se upravo u njihovoj nevidljivosti, odnosno teškoj vidljivosti, jer se bez obzira na svu opreznost i obazrivost učinioca, oni ipak pojavljuju na mestu izvršenja k.d. U postupku otkrivanja mikrotragova prvo treba da se obavi misaona rekonstrukcija kretanja učinioca i žrtve (ukoliko žrtva postoji), a potom sledi vizuelni pregled lica mesta golim okom, čime se omogućava otkrivanje onih mikrotragova koji su jedva vidljivi, da bi nakon toga usledio vizuelni pregled lica mesta pomoću optičkih pomagala. Od optičkih pomagala koriste se namenske lupe sa osvetljenjem, a može i obična lupa u kombinaciji sa ručnom lampom. 

#### Metode za fiksiranje mikrotragova:
- Izuzimanje predmeta sa mikrotragovima
- Struganje (ako se nosilac mikrotragova ne može prenositi)
- Upijanje (ako je mikrotrag u obliku tečnosti)
- Naelektrisani štap (ako je mikrotrag u obliku lakih čestica organskog porekla)
- Lepljiva traka
- Usisavanje

S obzirom da mikrotragovi imaju mogućnost statičkog naelektrisanja najbolje ih je pakovati u staklene epruvete, koje tokom transporta treba obložiti pamukom i staviti u čvršće kutije jer zbog statičkog elektriciteta može doći do lomljenja epruvete.

### Tragovi papilarnih linija

#### Podela tragova papilarnih linija:
- Vidljive (među njima razlikujemo obojene, tj. one koje su bile premazane krvlju, masnoćom, nekom bojom itd. i reljefne koje ostaju na mekanim podlogama kao što je npr. maslac)
- Nevidljive – latentne (nastaju usled znojenja samih papilarnih linija pri njihovom kontaktu sa određenim predmetom)

Vidljivi tragovi papilarnih linija pronađeni na mestu izvršenja krivičnog dela, fiksiraju se zapisnički, tako što se opisuje mesto njihovog pronalaska, oblik, veličina i drugi bitni detalji, a potom fotografisanjem, s tim što se reljefni tragovi  papilarnih tragova mulažiraju uz pomoć gipsane kaše ili korišćenjem silikonske mase. 
Pronalaženje nevidljivih tragova vrši se upotrebom kosog svetla, koje pomaže da se bolje uoče tragovi, naročito ako su ostavljeni na glatkim i ravnim površinama (staklo, lakirano drvo, obojeni metal...), i misaonom rekonstrukcijom kriminalnog događaja, pri čemu se pažnja obraća na kretanje učinioca i na predmete sa kojima je mogao doći u dodir. 
Kada se latentni trag papilarnih linija otkrije, sledi postupak izazivanja tog traga, što se vrši primenom odgovarajućih hemijskih i fizičkih metoda. 
Kod primene fizičkih metoda koriste se razni praškovi (zlatni prah, grafitni, magnetni, fluorescentni prah) koji se nanose specijalnom četkicom ili raspršivačem (pulvezatorima). Izazvani tragovi skidaju se sa podloge daktiloskopskim folijama (crne, bele, providne), sa kojih se fotoreprodukuju kako bi se mogli koristiti za daktiloskopska veštačenja.
Kod primene hemijskih metoda koriste se hemijski reagensi koji u dodiru sa pojedinim supstancama koje se nalaze u znoju izlučenom kroz pore na koži, stvaraju obojena jedinjenja (odmah ili uz primenu nekog katalizatora). 
Najčešće hemijske metode su: izazivanje jodnim parama, izazivanje rastvorom srebro-nitrata, rastvorom ninhidrina, i metodom laserskog zračenja. 
U sudskoj praksi je prihvaćeno shvatanje da je samo onaj trag papilarnih linija koji sadrži dvanaest ili više anatomskih obeležja podoban za identifikaciju.

### Tragovi krvi
Postoji nekoliko različitih podela tragova krvi, a najprihvatljivija je ona koju je izvršio N.B.Popov i po kojoj se tragovi krvi grupišu na:
- Tragove slivanja krvi
- Trag krvi u vidu kapi
- Trag krvi u vidu otiska ili brisotine
- Kombinovani trag krvi

Sa kriminalističko-operativnog aspekta velik značaj ima i ona podela tragova krvi koju zastupa dr V.Vodinelić, a po kojoj se razlikuju:
- Lokva krvi
- Kapljice krvi
- Tragovi zamaha
- Brisotine krvi
- Mlazevi krvi
- Tragovi vučenja
- Krvne posekotine

U traženju tragova krvi treba koristiti misaonu rekonstrukciju samog kriminalnog događaja (utvrditi pravac kretanja učinioca i žrtve, njihov međusobni odnos i položaj...). Kada se pronađe trag koji liči na trag krvi, vrši se njegovo fiksiranje tako što se najpre opisuju bitni elementi traga u zapisniku, zatim se fotografiše i unosi u skicu lica mesta. Nakon toga uzima se uzorak materije radi dostavljanja u laboratoriju na ispitivanje. 
Veoma je bitno da se prilikom pakovanja tragova krvi na ambalaži pismeno naznače podaci o mestu gde su pronađeni tragovi krvi i da se dovedu u vezu sa zapisnikom o uviđaju., kako ne bi bilo dileme o njihovom poreklu.

### Tragovi sperme
Mogu se naći kod krivičnih dela silovanja, bludne radnje, rodoskrnavljenja, protivprirodnog bluda, ubistva sa seksualnim motivom i kod ostalih srodnih krivičnih dela. Tragove sperme treba tražiti na mestu gde je izvršeno neko od navedenih k.d., na okolnim predmetima, ali i na učiniocu i žrtvi (na predelu polnih organa, butina, stomaka, dojki, i na odeći). Ukoliko se radi o silovanju, tragove sperme treba uzeti i iz vagine žrtve. S obzirom da se sperma brzo suši, teško se otkriva, a iako spermatozoidi uginu, u sasušenoj spermi zadržavaju svoj oblik. Najbolji način za otkrivanje sperme jeste upotreba kvarc lampe, jer sperma fluorescencira pod uticajem ultraljubičastih zraka. Pronađeni tragovi sperme se odgovarajućim nožićem istružu i spakuju u epruvetu. Sudsko-medicinskim veštačenjem tragova sperme najpre se utvrđuje krvna grupa lica kojem pripadaju tragovi sperme, a razvojem genetike omogućeno je da se na osnovu traga sperme izvrši i DNK analiza i samim tim sazna identitet lica kojem taj trag sperme pripada. 

### Tragovi pljuvačke
Ostavljanje tragova pljuvačke može biti vezano za samu radnju izvršenja krivičnog dela (slanje pretećih pisama, lepljenje poštanske marke na takva pisma...), a mnogo češće ovi tragovi mogu biti rezultat navika učinioca (lula, muštikla, opušci cigareta...), pa čak i uobičajenog ponašanja (pljuvačka na podu, na sopstvenoj odeći...). Tragovi pljuvačke imaju identifikacioni karakter jer se pomoću pljuvačke može odrediti krvna grupa i pol lica kojem pripada pronađeni trag pljuvačke. Takav trag, doduše ne sme biti stariji od 10-15 dana. S obzirom da trag pljuvačke sadrži jedinstvenu genetsku strukturu, moguće je i identifikovati lice od kojeg trag pljuvačke potiče.

### Tragovi dlaka
U kriminalističkom smislu pod pojmom dlake podrazumevaju se sve dlake koje se nalaze na raznim delovima čovečijeg tela. Sa kriminalističko-operativnog aspekta značajan je način na koji dlake mogu otpasti, a to je prirodnim putem, odnosno spontano, zatim čupanjem, presecanjem i prekidanjem. Kriminalistički tehničar dlake treba da traži na odeći, obući i telu učinioca i žrtve, na sredstvima izvršenja, na predmetima na mestu izvršenja, kao i na napadnutom objektu kod imovinskih delikata. Kada se dlaka pronađe uzima se pincetom i stavlja u staklenu epruvetu sa oznakom mesta njenog pronalaska. 
Sudsko-medicinskim veštačenjem dlake moguće je dati odgovor na sledeća pitanja:
- Da li je u pitanju dlaka;
- Da li je dlaka ljudskog ili životinjskog porekla (kojoj vrsti životinje pripada);
- Da li potiče od muškarca ili žene, i sa kog dela tela;
- Na koji način je dlaka otpala (otkinuta, iščupana, izrezana);
- Da li na dlaci postoje povrede i kakve su prirode;
- Da li je dlaka izmenjena kozmetičkim putem (farbanje)
- Da li dlaka može pružiti podatke o starosti lica od koga potiče
- Da li dlaka pripada osumnjičenom

Pored ovih rezultata, sudsko-medicinskim veštačenjem moguće je odrediti i krvnu grupu, starost, kao i izvršiti DNK identifikaciju.

### Tragovi stopala
Sa kriminalističkog aspekta, tragovi stopala mogu da posluže za identifikaciju učinioca krivičnog dela, ali takođe mogu uakzati i na brojne druge stvari:
- Broj učinilaca krivičnog dela
- Pravac i način kretanja
- Visinu lica (poznato je da je kod normalno razvijenog čoveka dužina bosog stopala za 6,876 puta manja od njegove visine; ovu formulu izračunavanja čovekove visine izradio je Parvin, međutim postoje osporavanja ove njegove teorije)
- Pol i uzrast (određuje se po vrsti obuće, dužini traga i koraka)
- Telesne nedostatke lica (da li lice ima «X» ili «O» noge i sl.)

Tragovi stopala takođe mogu ukazati i na način hoda lica i to na osnovu:
- Dužine koraka (ako postoji razlika u dužini svakog koraka leve u odnosu na desnu i obrnuto, to ukazuje na hromost)
- Linije hoda (prava, izlomljena i ukrštena)
- Ugla hoda (poklapajući, uporedan, otvoren i zatvoren)

#### Podela tragova stopala:
- Vidljivi (nastaju nanošenjem ili odnošenjem određenog materijala – blato, prašina, boja i sl.; a mogu nastati i na rastresitoj podlozi – pesak, sneg dr.)
- Nevidljivi (nastaju na ravnoj i čistoj podlozi – parketu, linoleumu i sl.)

Tragove stopala treba tražiti na mestu izvršenja k.d., kao i na putu dolaska i odlaska učinioca k.d. Kada se trag stopala pronađe, ukoliko je vidljiv fiksira se mulažiranjem uz korišćenje alabaster gipsa, a ukoliko je trag stopala nevidljiv izaziva se praškovima i fiksira putem daktiloskopske folije. 

## Tragovi životinjskog porekla
Mogu biti tragovi nogu, kandži, krvi, tkiva, izmeta, zuba, perja, pa čak i papilarnih linija (kod posebne vrste majmuna, pasa i kunića). 
Ova vrsta tragova najčešće se nalazi u onim slučajevima u kojima je:
- Životinja predmet krivičnog dela (krađa, razbojništvo, nezakonit lov)
- Životinja korišćena kao sredstvo izvršenja krivičnog dela (dresirani pas kod nezakonitog lova ili krađe stoke)
- Životinja korišćena kao sredstvo dolaska i/ili odlaska sa mesta izvršenja (npr. zaprega)
- Životinja korišćena za transport stvari pribavljenih k.d. (sama ili sa zapregom)
- Životinja pratila učinioca k.d. (najčešće dresirana)
- Životinja sama ili u sklopu zaprege kojom je upravljao čovek učestvovala u saobraćajnoj nezgodi

Od mogućih tragova životinja najkarakterističniji su tragovi nogu, koji mogu ukazati na pravac kretanja životinje, vrstu, veličinu, a u nekim slučajevima moguće je i identifikovati životinju od koje potiču ovi tragovi. Posebno su značajni tragovi potkovanih životinja (konji, volovi) zbog svojih raznih individualnih obeležja. Način fiksiranja ovih tragova je isti kao i kod tragova ljudskog porekla. Ovi tragovi uglavnom imaju eliminacioni značaj, ali ukoliko sadrže individualna obeležja mogu imati i identifikacionu vrednost.

## Tragovi predmeta

### Tragovi oruđa
Nastaju kod velikog broja krivičnih dela (teške krađe provaljivanjem i obijanjem, šumske krađe, razbojničke krađe, oduzimanje vozila, oštećenje tuđe stvari...). 
Oruđa koja se koriste za izvršenje k.d. mogu se podeliti po dva glavna osnova, i to po poreklu i po delovanju. 

#### Podela oruđa po poreklu:
- Alat (sekira, kramp, lopata, burgija, klešta, šrafciger, čekić, dleto...)
- Specijalna oruđa koja prave sami učinioci (‚‚češalj, ‚‚lomilica‚ ‚‚praseća noga, ‚‚čvake i sl.)
- Prigodna sredstva koja učinioci koriste u stanju u kakvom su ih zatekli (metalne cevi, žice, poluge...)

#### Podela oruđa prema načinu delovanja:
- Sečiva (jednoguba – nož, sekira; dvoguba – klešta, makaze)
- Testere
- Bušilice, burgije raznih vrsta
- Oruđa za bodenje (bodež, šilo, vile)
- Oruđa za struganje (turpija)
- Oruđa za odvaljivanje (poluga, ćuskija)
- Oruđa za kopanje (ašov, kramp)
- Tupa oruđa (čekić, malj)

Primena gore nabrojanih oruđa ostavlja raznovrsne tragove koje možemo podeliti na: površinske (nastaju na tvrdim površinama), i reljefne (utisak, ogrebotina, presek, bušotina).       
Fiksiranje tragova oruđa vrši se u zavisnosti od predmeta na kojem su pronađeni. Ukoliko se trag nalazi na manjem pokretljivom predmetu, ceo predmet se pakuje radi veštačenja, a ukoliko se radi o nepokretnoj površini, fiksiranje će se izvršiti na licu mesta zapisnički i fotografisanjem., kao i obeležavanjem u skici lica mesta.

## Tragovi dejstva sile

### Tragovi vatrenog oružja
Mogu poticati od: projektila, cevi, udarne igle, čela zatvarača, izvlakača, okvira, ležišta metka, barutnih čestica i plamena. Prilikom ispaljenja iz vatrenog oružja projektil velikom brzinom napušta cev oružja, praćen gasovima sagorelog baruta, nesagorelim ili delimično sagorelim barutnim česticama, čija brzina naglo opada i njihov krajnji domet se kreće od 50 do 120 cm (izuzetno 150 cm). Na projektilu, koji pri ispaljenju prođe kroz cev vatrenog oružja, nastaju karakteristični tragovi polja cevi, koji predstavljaju prave paralelne linije (brazde) u vidu ispupčenja i udubljenja. Takođe, i na čauri ostaju karakteristični tragovi od udara vrha udarne igle u predelu kapisle. Da bi se mogla izvršiti identifikacija vatrenog oružja potrebno je prethodno pronaći projektile i čaure na licu mesta. U pojedinim situacijama projektil udari neki tvrdi predmet i tada dolazi do njegove deformacije i razbijanja na parčad, pa je bitno da se svaki njegov deo pronađe, fiksira, izuzme i upakuje u posebno uvijenu vatu. 

#### Kriminalističko-balističkim veštačenjem vatrenog oružja može se utvrditi:
- Iz koje vrste (tipa) vatrenog oružja je izvršeno ispaljenje
- Iz kojeg konkretnog vatrenog oružja je ispaljen projektil
- Pravac pucanja
- Udaljenost, odnosno mesto sa koga je pucano
- Položaj učinioca u momentu ispaljenja projektila
- Položaj žrtve u momentu kada je pogođena
- Vreme kada je izvršeno ispaljenje (starost pucanja)
- Ispravnost vatrenog oružja

Sudsko-medicinski veštak može dati odgovor na sledeća pitanja:
- Da li se radi o povredi vatrenim oružjem
- Koja je rana ulazna a koja izlazna
- Sa koje je udaljenosti izvršeno ispaljenje
- Da li je u pitanju ustrelna, prostrelna ili zastrelna rana
- Kakvo je poreklo povrede (ubistvo, samoubistvo, nehat, zades, samopovređivanje)
- Identifikacija oružja i municije

Poznato je da se prilikom opaljenja iz vatrenog oružja jedan deo barutnih čestica zadržava na ruci lica koje je pucalo, i to uglavnom na kažiprstu, palcu i nadlanici. Za detekciju takvih čestica koristi se tzv. parafinska rukavica koja koristi parafin, ili u novije vreme odgovarajući polimerni materijal (silikonske paste ili lateks), i detektuje elemente antimona, olova i barijuma na ruci koja je pucala.

### Tragovi vozila
U mnogim situacijama vozilo se dovodi u vezu sa izvršenjem krivičnih dela, i tada mogu nastati različiti tragovi, koje delimo u četiri osnovne grupe:
- Tragovi točkova
- Tragovi otpalih delova i materija sa vozila
- Tragovi na vozilu i u vozilu
- Tragovi na žrtvi

Tragovi vozila se uglavnom fiksiraju kao i svi drugi tragovi - zapisnički, fotografisanjem i skicom lica mesta. Što se tiče tragova točkova, oni mogu biti površinski i reljefni. Ukoliko je trag reljefan, fiksira se fotografisanjem i mulažiranjem. Na osnovu ovih tragova može se odrediti pravac kretanja vozila, vrsta vozila, a ponekad se može izvršiti i identifikacija vozila (ukoliko tragovi poseduju neka individualna obeležja). Takođe, pod određenim uslovima, na osnovu tragova točkova može se odrediti širina, visina i dužina vozila. Ukoliko se radi o saobraćajnoj nesreći, tragove treba tražiti i na žrtvi (to mogu biti: tragovi točkova, gume, boje sa auta, ulja, stakla...). 
Tragovi sredstava vešanja – pojavljuju se pri izvršenju krivičnog dela ubistva, kao i prilikom samoubistva vešanjem. Ovi tragovi su specifični jer se pojavljuju na kanapu i gredi, kao sredstvima izvršenja, i međusobno se razlikuju kod ubistva i samoubistva. 
Kod samoubistva, žrtva kanap mora prvo da zaveže za gredu, napravi omču koju navuče preko glave oko vrata, odgurne predmet na koji se oslanjao, pa usled težine obešenog tela kanap počinje da se zateže. Ovo zatezanje uslovljava jako pritiskanje kanapa na gredu, i to pre svega na ivicama grede, što prouzrokuje zatezanje sitnih vlakana kanapa. 
Kod izvršenja k.d. ubistva, žrtva se prethodno ubije ili onesvesti, pa joj se onda stavi omča, jedan kraj kanapa se prebaci preko grede, pa se sa druge strane vuče dok se ne postigne odgovarajuća visina. Ovom prilikom kanap se vuče po gredi, tako da dolazi do povijanja vlakana kanapa na mnogo većoj dužini kanapa nego što je to slučaj sa samoubistvom. 
Takođe postoje slučajevi fingiranog samoubistva gde su tragovi identični kao kod samoubistva. 
Prilikom skidanja leša treba voditi računa da se ne oštete tragovi na kanapu i podlozi, pa je potrebno da se jakim potezom oštrog sečiva preseče kanap i to iznad omče na vratu. Na delu kanapa koji je ostao na gredi ne smeju se odvezivati čvorovi jer bi se tako mogli oštetiti tragovi koji se nalaze na kanapu i gredi. Omča mora do daljnjeg da ostane na vratu leša, jer njen pregled treba da izvrši i sudsko-medicinski veštak.